# Elina González Acha de Correa Morales
Elina González Acha de Correa Morales (sinh ngày 20 tháng 1 năm 1861, mất ngày 13 tháng 8 năm 1942) là một nhà giáo dục, nhà khoa học và nhà hoạt động vì quyền phụ nữ người Argentina. Khi còn trẻ, bà là một trong những sinh viên tốt nghiệp đầu tiên của trường Argentina Normal và là một họa sĩ, bà giành được sự công nhận quốc tế cho cả sách giáo khoa và tranh của mình. Bà là động lực đằng sau việc thành lập Hội Địa lý của Argentina và là chủ tịch của nó từ khi thành lập cho đến khi bà qua đời. Bà và chồng mình, nhà điêu khắc nổi tiếng đầu tiên của Argentina Lucio Correa Morales là những người bảo vệ những tuyên bố về đất đai của người dân bản địa Ona.

## Thiếu thời
Elina González Acha sinh ngày 20 tháng 1 năm 1861 tại Chivilcoy, Tỉnh Buenos Aires, Argentina. Bà đã theo học School of the Irish Sisters (tiếng Tây Ban Nha: Escuela de Hermanas Irlandesas) ở Chivilcoy và học tiếng Pháp và luyện vẽ ở nhà. Mẹ bà là Cristina Acha, là người dân tộc Basque, đã đăng ký cho bà học tại trường President Roque Sáenz Peña National Normal School of Professors Nº 1 (tiếng Tây Ban Nha: École Nacional Normal de Profesores Nº 1 "Presidente Roque Sáenz Peña") vào năm 1875. González tốt nghiệp năm 1879, và trở thành một trong những cựu sinh viên đầu tiên của hệ thống trường học bình thường của Argentina, và bắt đầu công việc giảng dạy.

## Một số tác phẩm chọn lọc
- de Correa Morales, Elina G. A.; Carbone, M E (1903). Geografía elemental: Libro 1 (bằng tiếng Tây Ban Nha). Buenos Aires, Argentina: Cabaut Ed. OCLC 835357570.
- de Correa Morales, Elina G. A. (1904). Ensayo de Geografía Argentina: Parte Física (bằng tiếng Tây Ban Nha). Buenos Aires, Argentina.{{Chú thích sách}}:  Quản lý CS1: địa điểm thiếu nhà xuất bản (liên kết)
- Correa Morales, Elina González Acha (1906). Isondú: lecturas variadas para las escuelas comunes (bằng tiếng Tây Ban Nha). Buenos Aires, Argentina: Cabaut.[3]
- Correa Morales, Elina González Acha (1911). Isipós (bằng tiếng Tây Ban Nha). Buenos Aires, Argentina: Cabaut.[3]
- de Correa Morales, Elina G.A. (1910). Ensayo de geografía argentina, parte física (bằng tiếng Tây Ban Nha). Buenos Aires, Argentina: Cabaut y cía. OCLC 21614558.
- de Correa Morales, Elina González Acha (1911). Isipós tradiciones y cuentos para niños (bằng tiếng Tây Ban Nha). Buenos Aires, Argentina: Cabaut y cía. OCLC 610579771.
- de Correa Morales, Elina González Acha (1912). Facultades que han contribuído á desarrollar el ejercicio de la caza entre los primitivos (bằng tiếng Tây Ban Nha). Buenos Aires, Argentina: Impr. de Coni Hermanos. OCLC 252817206.
- Correa Morales, Elina González Acha (1935). Amalita: libro de lectura para cuarto grado (bằng tiếng Tây Ban Nha). Buenos Aires, Argentina: Talleres J. Peuser.[3]